# Houlette
Houlette ist eine französische Gemeinde mit 395 Einwohnern (Stand: 1. Januar 2022) im Département Charente in der Region Nouvelle-Aquitaine; sie gehört zum Arrondissement Cognac und zum Kanton Jarnac. Die Einwohner werden Houlettois genannt.

## Geographie
Houlette liegt etwa 22 Kilometer ostnordöstlich von Cognac. Nachbargemeinden von Houlette sind Macqueville im Norden, Courbillac im Osten und Nordosten, Sigogne im Süden und Osten, Réparsac im Südwesten sowie Sainte-Sévère im Westen und Nordwesten.

## Bevölkerungsentwicklung
| Jahr                       | 1962 | 1968 | 1975 | 1982 | 1990 | 1999 | 2006 | 2017 |
| Einwohner                  | 303  | 302  | 338  | 320  | 373  | 388  | 389  | 368  |
| Quellen: Cassini und INSEE |      |      |      |      |      |      |      |      |

## Sehenswürdigkeiten
- Kirche Saint-Martin aus dem 12. Jahrhundert

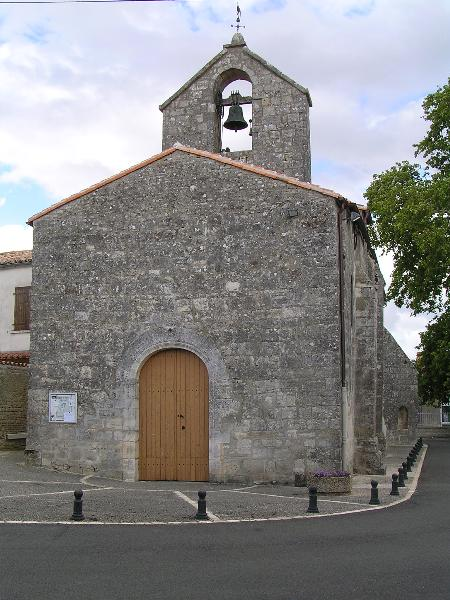
Kirche Saint-Martin